# Oskar Vasella
Oskar Vasella (* 15. Mai 1904 in Chur; † 20. Dezember 1966 in Freiburg im Üechtland) war ein Schweizer Historiker.

## Leben
Oskar Vasella absolvierte das Gymnasium in Disentis/Mustér, Saint-Maurice und Sarnen. Anschliessend studierte er Geschichte und Philosophie in Freiburg, wo er 1928 mit einer Dissertation über das Dominikanerkloster St. Nicolai in Chur promoviert wurde. Weitere Studien folgten in Bern, Paris und Berlin. 1931 erfolgte die Habilitation an der Universität Freiburg über die Bildungsverhältnisse im Bistum Chur des Spätmittelalters.
Von 1933 bis 1966 war Vasella Professor für Schweizergeschichte in Freiburg, in den Jahren 1948 bis 1950 auch Rektor der Universität.
Seit 1942 war er mit der Kindergärtnerin Ursulina Vieli verheiratet, der Tochter des Bündner Politikers Joseph Vieli. Das Paar hatte zwei Töchter und zwei Söhne, den Chemiker Andrea Vasella und den Manager Daniel Vasella.

## Schriften (Auswahl)
- Geistliche und Bauern. Ausgewählte Aufsätze zu Spätmittelalter und Reformation in Graubünden und seinen Nachbargebieten. Herausgegeben von Ursus Brunold und Werner Vogler. Verlag Bündner Monatsblatt u. a., Chur u. a. 1996, ISBN 3-905241-68-4.